# Stazione di Murlo
La stazione di Murlo è una fermata ferroviaria della linea Siena-Grosseto situata a La Befa, a servizio del territorio comunale di Murlo, in provincia di Siena.

## Storia
Sebbene la ferrovia mineraria di Murlo fosse stata costruita a poca distanza, la prima stazione in località La Befa è stata aperta solo con l'inaugurazione del nuovo tracciato della ferrovia Siena-Grosseto. 

### Ferrovia mineraria Murlo-Befa
Nel 1940 la stazione era diventata - prendendo il nome della frazione Befa - il capolinea della ferrovia Decauville delle miniere di Murlo e vi fu realizzato un deposito nel quale la lignite veniva riposta prima di essere trasbordata sulla linea per Grosseto. Colpita dai bombardamenti durante la seconda guerra mondiale, la linea mineraria fu definitivamente chiusa nel 1947. La stessa ferrovia Siena-Grosseto, compresa la stazione di Murlo, fu riaperta al traffico solo nel 1951.

### La rinascita postbellica e i rischi di chiusura
Persa la connessione con il traffico merci della vicina miniera, nonostante la riapertura, la stazione ha sofferto - come tutta la relazione tra Siena e Grosseto - del calo di traffico fino a diventare una semplice fermata. A causa dell'esiguità del traffico passeggeri più volte ne è stata prospettata la chiusura ma nel 2014, assieme alla ristrutturazione dell'intero impianto, la Regione Toscana si era impegnata a tenerla aperta. Negli anni successivi è stata nuovamente colpita dagli eventi atmosferici che ciclicamente hanno interessato il tracciato: l'ultima interruzione del traffico passeggeri si deve al movimento franoso avvenuto a dicembre 2022 quando tutti i treni regionali della relazione Siena-Montepescali furono cancellati e auto sostituiti. In un primo momento il servizio automobilistico fermava in corrispondenza del paese di Murlo, poi soppresso e infine non più riprogrammato.
Con la riapertura della tratta Buonconvento-Montepescali, avvenuta con il cambio orario del 10 dicembre 2023, solo 2 treni al giorno vi effettuano fermata.

## Caratteristiche

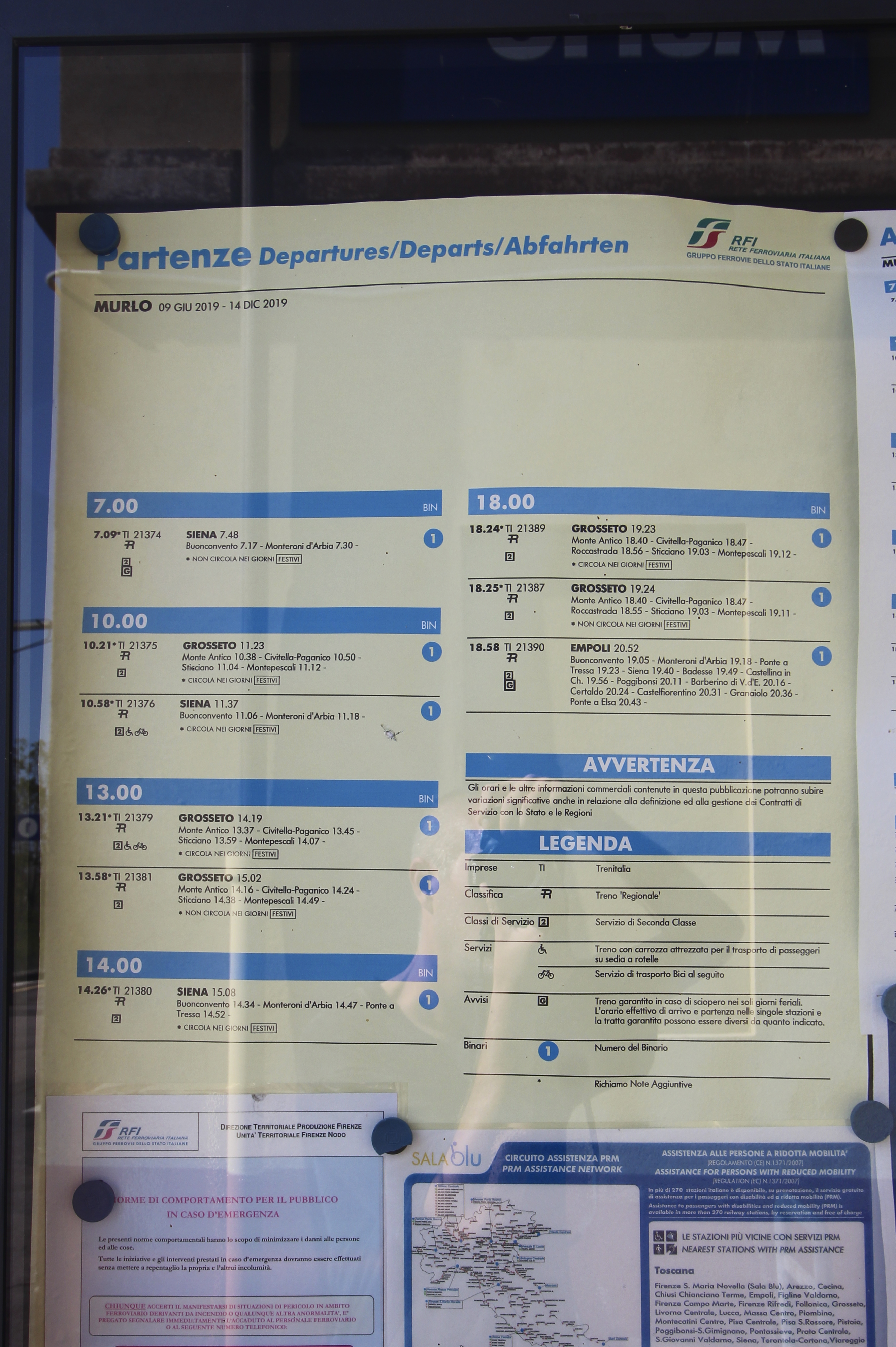
Il tabellone orario estivo 2019 a Murlo

È classificata nella categoria Bronze di RFI.
Il fabbricato viaggiatori si compone di due livelli entrambi chiusi al pubblico. A separazione dei due livelli è stata posta una cornice marcapiano.
Nel 2014 sono stati rinnovati la sala di attesa, il marciapiede a servizio del binario, le paline di illuminazione e l’accesso stradale.
La stazione ferroviaria si trova in località La Befa, che dista dal centro di Murlo circa 10 chilometri, inoltre la viabilità comunale di accesso alla località è a tratti sterrata. Tutto questo fa sì che questa fermata non sia pienamente sfruttata e ne sia stata valutata la chiusura.  Nel 2014, assieme alla ristrutturazione, la Regione Toscana si era impegnata a mantenere l'impianto attivo.

## Movimento
Da dicembre 2023, con il nuovo orario invernale, nessun treno effettua fermata a Murlo che quindi ha cessato il servizio viaggiatori con l'orario ferroviario estivo 2022.
Il servizio passeggeri era svolto in esclusiva da parte di Trenitalia, controllata del gruppo Ferrovie dello Stato, per conto della Regione Toscana. I treni erano di tipo Regionale. In totale sono circa dieci i treni che effettuavano servizio in questa stazione e le loro uniche destinazioni erano Siena e Grosseto.
La stazione rimane una della destinazioni dei treni storici Trenonatura della Fondazione FS.